# Legologija
Legologija - od latinske riječi lego (čitati) i grčke riječi logos (riječ, pojam, nauka), znanost o čitanju. U sklopu prijedloga za osnivanje ISAL-a ili Instituta za studij i analitiku legologije, pri Gradskoj knjižnici “Ivan Goran Kovačić” u Karlovcu, termin je, po uzoru na legasteniju koja sadrži isti latinski korijen legere (čitati), kao nauku i tehniku čitanja 1978. predložio Danko Plevnik. Taj je pojam prihvaćen u regiji i šire.

## Povijest
Iako su prirodu čitanja komentirali već i antički i srednjovjekovni pisci, njihova zapažanja bila su usputna. Platon je vrlo rano uvidio dualnu narav čitalačkog procesa, tj. povezanost vizualne i oralne komponente, definirajući čitanje kao “razlikovanje pojedinih slova i okom i uhom, u cilju da, kada ih čujete izgovorene ili vidite napisane, ne budete zbunjeni njihovim položajem”, no sva su ta iskustva čitanja nastala su prije gutenbergovske revolucije pokretnih slova i prije macluhanovske revolucije pokretnih tekstova.
Prvi sažeti, enciklopedijski prikaz čitanja dao je 1681. godine Josephus Langius u svojoj velikoj čitanci mudrih izreka “Florilegius Magnus seu Polyanthea Floribus Novissimus libri xxiii”, izloživši osnovna etimološka značenja i stavove petnaestak proučavatelja čitanja. Sve do konca 19. stoljeća čitanje se uglavnom shvaćalo i proučavalo kao perceptivan čin. Većina povjesničara legologije ili znanosti o čitanju slaže se s time da je datum rođenja suvremenog proučavanja čitanja vezan za 1878. godinu i francuskog liječnika Émilea Louisa Javala koji je na Sveučilištu Sorbonne u Parizu te godine osnovao oftalmološki laboratorij i objavio istraživanja pod naslovom  “Ogled o fiziologiji čitanja” (L’Essai sur la physiologie de la lecture), iz kojeg je 1905. godine nastala i knjiga “Fiziologija čitanja i pisanja” (Physiologie de la lecture et de l’écriture).

## Osnivač legologije: William Scot Gray
Intenzivnija sređivanja i sintetiziranja istraživačkih legoloških rezultata započinju u godinama iza Prvog svjetskog rata, kada se opaža i nagli rast legologijske literature. Recimo, samo je 1924. godine bilo objavljeno 436 američkih i britanskih priloga o čitanju. Taj je podatak 1925. godine objavio William Scot Gray u “Sažetku ispitivanja koja se odnose na čitanje” (Summary of Investigations Relating to Reading). Pregledi “Grayevih sažetaka”, koji s izlazili sve do njegove smrti 1960. godine, pokazali su gotovo geometrijski rast legologijske građe.
Sam Gray je na Sveučilištu Chicago diplomirao i doktorirao na čitanju, radeći jedno vrijeme na primijenjenim istraživanjima veze čitanja i pedagogije s Edwardom Leejem Thorndikom. Između 1909. i 1929., Gray je objavio 57 članaka, prikaza, testiranja i monografija u vezi čitanja. Posebno valja istaknuti njegovu studiju iz 1919. godine “Načela metode u poučavanju čitanja onako kako proizlaze iz znanstvenog ispitivanja” (Principles of Method in Teaching Reading, as Derived from Scientific Investigation). Gray je otvorio i jedno posve novo legologijsko područje: čitanje odraslih, jer su mnoga dotadašnja istraživanja bila usmjerena na čitanje djece. Objavio je djelo “Čitalački interesi i navike odraslih” (The Reading Interests and Habits of Adults) 1929. godine i “Zrelost u čitanju: njena priroda i procjena” (Maturity in Reading: Its Nature and Appraisal) 1956. godine. UNESCO mu je upravo te 1956. godine publicirao važnu studiju pod naslovom “Poučavanje čitanja i pisanja: međunarodni pregled” (The Teaching of Reading and Writing: An International Survey). Uspoređujući procese čitanja u četrnaest različitih jezika u svijetu, Gray je došao do gotovo istovrsnih rezultata u pogledu pokreta očiju kod odraslih, neovisno o strukturi jezika i pisma. Williama Scota Graya možemo bez sumnje imenovati ocem legologije, čiji je rad u znanstvenom, istraživačkom, primijenjenom i organizacijskom smislu bez presedana za ovu znanstvenu disciplinu.
S E. Berniceom Learyjem objavio je 1935. godine nezaobilazno djelo “Što knjigu čini čitljivom?” (What Makes a Book Readable?)  u kojoj je iniciran razvoj formula čitljivosti ili parametara za ispitivanje prikladnosti nekog teksta u odnosu na čitaoce kojima je i namijenjen. Uredio je i niz zbornika iz područja legologije.
Kruna tog njegova zalaganja za proučavanje i širenje čitanja bilo je osnivanje Međunarodnog čitateljskog društva (International Reading Association), čiji je bio prvi predsjednik 1955./1956. godine. Ono danas ima više od 90 tisuća članova, impozantnu izdavačku djelatnost i nekoliko značajnih časopisa među kojima se ističe Reading Research Quarterly, Journal of Reading i drugi.

## Što sve obuhvaća legologija
Kao što postoji opća teologija i posebne teologije, trebala bi postojati i opća legologija i posebne legologije. Opća bi legologija imala svoj predmet i metodologiju istraživanja usmjerenih na: procese čitanja, spremnost za čitanje i testove za njeno utvrđivanje, metode učenja i poučavanja čitanja, identifikaciju nepoznatih riječi i raspoznavanja poznatih riječi, formule i testove čitljivosti, vještine i tehnike čitanja, unapređivanje čitanja, teoretske modele čitanja, čitalačke indekse i ljestve, poteškoće u čitanju osoba sa standardnom i sa smanjenom sposobnošću, biblioterapiju, pokrete očiju pri čitanju, vizualno pamćenje, subvokalizaciju, strategiju razumijevanja čitanja, svrhe i ciljeve čitanja, čitalačke pristupe, navike i kulturne obrasce čitanja, vrste pisma i načine pisanja u standardnom domaćem jeziku i stranim jezicima, čitkost, oblike tekstualnosti, vrste materijala za čitanje, kognitivne stilove, kontekstualnu analizu, motivaciju za čitanje, vrednote čitanja i povijest čitanja.
U posebne bi legologije spadalo sve drugo u vezi s čitanjem, izvan ove osnovne matrice, počevši od doprinosa: neurologije, oftalmologije, fiziologije, endokrinologije, audiologije, pedijatrije, psihijatrije, defektologije, logopedije, medicine, psihologije, kognitivne psihologije, razvojne psihologije, obrazovne psihologije, psihometrije, psiholingvistike i neurolingvistike do lingvistike, kognitivne lingvistike, filologije, fonologije, morfologije, semiotike, semantike, tekstualne psihologije, znanosti o oblikovanju teksta, teorije učenja, teorije književnosti, književne povijesti za čitaoce, knjižarstva, bibliotekarstva, teorije recepcije, teorije komunikacije, teorije informacije, informacijske znanosti, informatike, pedagogije, andragogije, kulturologije, sociologije, gnoseologije, filozofije i aksiologije čitanja.
Danas se u svijetu predaju isključivo posebne legologije, ponajprije na studijima jezika kroz metodiku poučavanja čitanja i slično. U razvijenim zemljama predaje se i nejezična legologija, na primjer na Odjelu za pedijatriju Medicinskog fakulteta na Sveučilštu Yale ili na katedri za psihologiju na Sveučilištu York. “Ja sanjam”, veli Danko Plevnik, utemeljitelj pojma legologija, “ne samo o mogućnosti predavanja opće legologije već i o legološkom studiju i legološkom fakultetu čiji bi diplomirani studenti u informacijskom dobu našli mjesta u školstvu, bibliotekarstvu, izdavaštvu, masovnim medijima, zdravstvenim ustanovama i slično. Možda se to čini utopijom, ali zar se i nepismenima - knjiga u ruci ne čini dalekom utopijom? Čitanje je jedno od najhumanijih čovjekovih djelatnosti i ono zaslužuje razgranatu profesionalnu legologijsku podršku. Ono započinje učenjem slova, a završava traženjem smisla”.

## Proučavanje književnog čitanja u svijetu
Slovenska profesorica emerita Meta Grosman, koja se desetljećima bavi proučavanjem čitanja i recepcije književnosti, ističe veliku propulzivnost ove discipline. Proučavanje čitanja je “tako dinamično, da se znanje o čitanju neprestano nadograđuje i mijenja kako dolazi do novih otkrića i novih načina proučavanja procesa čitanja i mentalne aktivnosti tijekom čitanja. S jedne je strane razlog tomu u činjenici da se na međunarodnoj razini čitanjem i proučavanjem čitanja, a posoebno proučavanjem čitanja beletristike u nastavi književnosti, bave čitavi instituti u kojima rade specijalizirani istraživači, koji pomoću posebne opreme prate i proučavaju čitanje i eksperimentalno proučavaju učeničke reakcije na čitanje i na nastavu o književnosti.” (Meta Grosman: U obranu čitanja: čitatelj i književnost u 21. stoljeću. Zagreb: Algoritam, 2010, ISBN 978-953-316-263-8; str. 10)
Kritiku nastave koja je ignorirala učenikov doživljaj kao glavni motiv nastave književnosti postavila je u temelje svog pristupa čitanju američka legologinja Louise M. Rosenblatt djelom “Književnost kao istraživanje” (Literature as Exploration) još 1938., koje nakon četvrtog izdanja u okviru američke profesionalne organizacije nastavnika modernih jezika (MLA), postalo temeljnom literaturom nastavnika književnosti.

## Maryanne Wolf
Velik je broj laboratorija i instituta za proučavanje književnosti je u SAD-u. Centar za čitanje i jezična istraživanja (Center for Reading and Language Reserach) na Sveučilištu Tufts u Medford/Somerville kraj Bostona, vodi američka kognitivna neuroznanstvenica, Maryanne Wolf, jedna od vodećih suvremenih legologinja, posebno vezana za istraživanje i liječenje disleksije. U svom remek-djelu Proust i lignja: priča i znanost o čitalačkom mozgu (Proust and the Squid: the Science of the Reading Brain. New York, Harper; Perennial, 2008, ISBN 978-0-06-093384-5 (pbk.) smatra da ništa u činu čitanja nije važnije od dara vremena: “Svaka riječ ima 500 milisekundi slave.” Za verbalno dekodiranje, posebice kad se radi o čitanju djece, drži da je potrebno kraće vrijeme ako se čita na španjolskom ili hebrejskom negoli na engleskom. Ipak, važnije od brzine dekodiranja riječi je način na koji ćemo iskoristiti artificijelno vrijeme koje nam se poklanja čitanjem. U svom je radu prikazala i kako su čitali i čitanje poučavali Sumerani, Asirci i drugi narodi.

## Alberto Manguel
Poviješću čitanja na osobito zanimljiv i popularan način bavio se Alberto Manguel. Njegova Povijest čitanja (History of Reading, 1996.) prevedena je na više od trideset jezika. Na njega je kao rođenog Argentinca utjecao Jorge Luis Borges, argentinski književnik koji je napisao vrlo zapažene oglede o čitanju a čitaoce smatrao mnogo zanimljivijim od pisaca. Manguel mu je, nakon što je Borges oslijepio, čitao u razdoblju od 1964. – 1968. i o tome 2004. izdao knjigu “S Borgesom” (With Borges).